# رفيق الاستاد
رفيق الاستاد (بالإنجليزية: Stadium buddy)‏ هو عبارة عن جهاز يتكون من كيس للتجميع و مثبت حول الساق و هنالك أنبوب متصل بقسطرة الواقي الذكري. و يتم تثبيت غطاء المحرك فوق القضيب، ولكن على عكس الواقي الذكري، يحتوي على سدادة للأنبوب حيث يكون طرف خزان الواقي الذكري عادةً. يسمح هذا الجهاز للفرد بالتبول «بشكل مريح» دون الحاجة إلى الذهاب واستخدام دورة المياه. يتم استخدام هذا الجهاز من قبل الحاضرين الرياضيين والحفلات الموسيقية لأكثر من عقدين، كما يستخدمهم أيضا الطيارون عند تحليق طائرة أصغر من أن تحمل مرحاضًا. تحتوي بعض الطائرات على أنبوب في المقعد لتوصيله بقسطرة الواقي الذكري، وهذا الأنبوب يصرف من قاع الطائرة أثناء الطيران.